# Alimentació en els vaixells

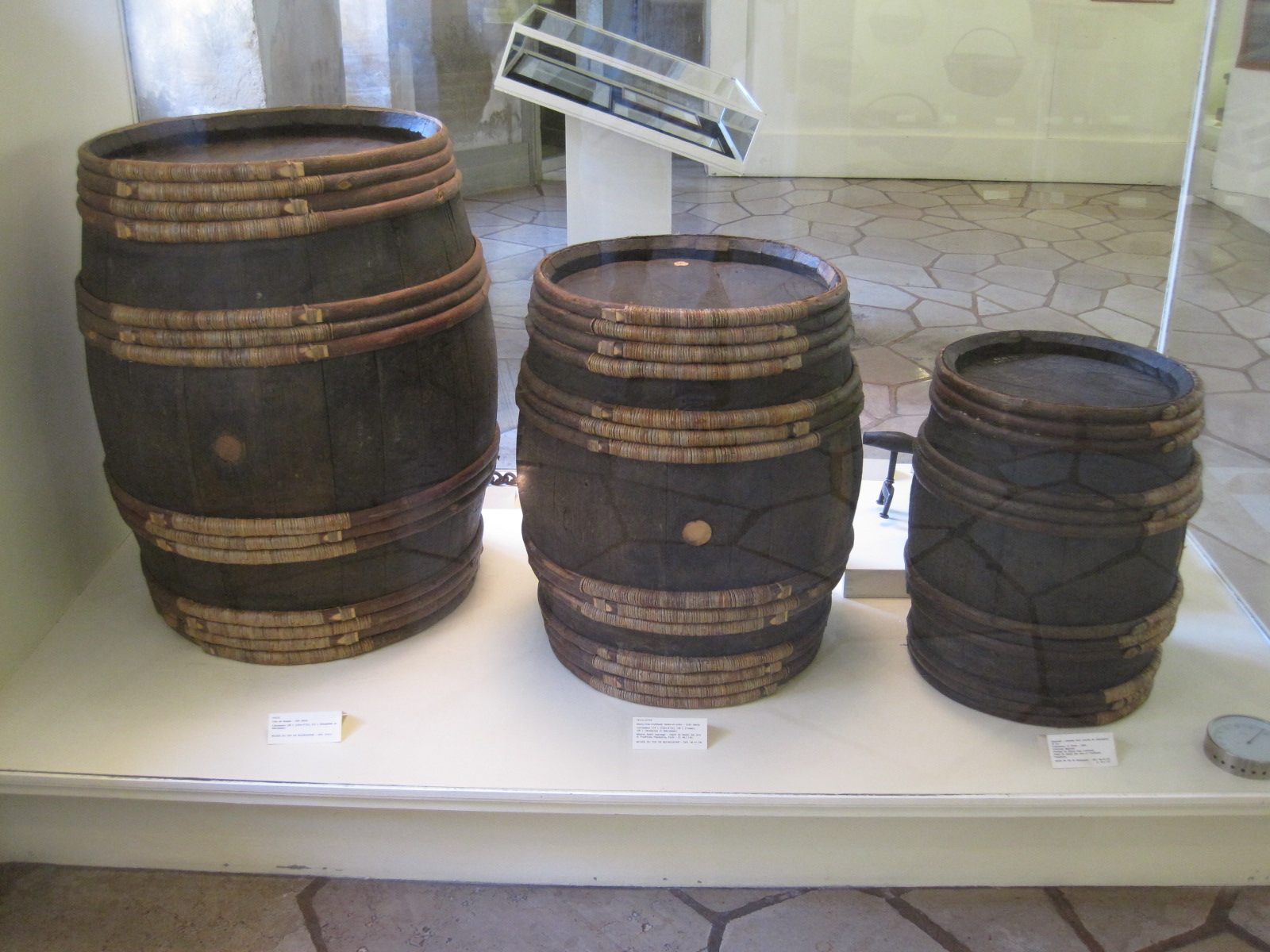
Tres bótes franceses amb cèrcols de fusta. De 228, 114 i 57 litres, respectivament. Les bótes eren el sistema tradicional de portar aigua en un vaixell.

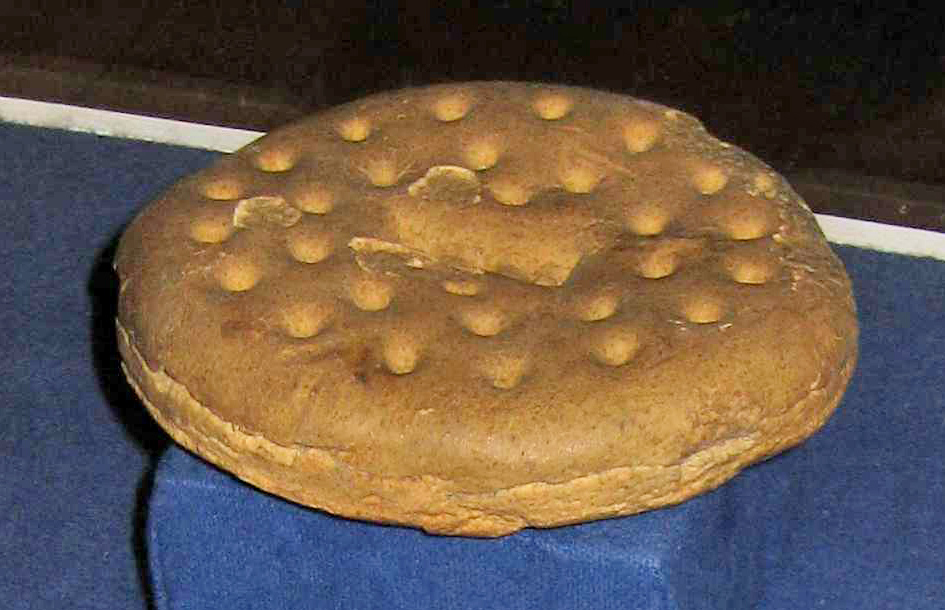
Mostra de galeta marina (bescuit) de prop de 1852, conservada al Museu de Kronborg (Dinamarca).

L'alimentació en els vaixells fa referència als queviures, estris de cuina, combustible i accessoris relacionats que permeten els àpats de la tripulació en els viatges llargs. Des dels orígens de la navegació fins a èpoques relativament recents (inicis del segle XX concretament), en les singladures llargues l'alimentació calia considerar-la precària, insuficient i inadequada. Amb molts exemples documentats de tripulacions delmades per la fam i la sed.

## Aigua potable
L'aigua potable és l'element més important per a la supervivència de la tripulació. (Vegeu article principal).

## Queviures
Els vaixells clàssics havien de navegar amb una quantitat d'aliments relativament reduïda i amb sistemes d'emmagatzematge tècnicament limitats. Calia usar queviures que es poguessin conservar (moderadament) bé sense precaucions especials: bescuit, carn salada, peix salat, llegums, formatge, oli, vinagre, vi, aiguardent,...

### Escorbut
L'escorbut és una malaltia provocada per una alimentació deficient. Hi ha relats antics de navegants i missioners que parlen de plantes de territoris explorats i colonitzats que curaven els mariners malalts que en menjaven. Es tracta d'una alimentació curativa.
- 1536. L'amerindi iroquès Domagaya va ensenyar un remei contra l'escorbut a Jacques Cartier. A partir de l'arbre que els iroquesos anomenaven “anneda” o “annedda”, en francès “épinette blanche”.[1]
- 1603. Sebastián Vizcaino. Descrigué les propietats curatives de “una frutilla que llaman Xocohuitzles”.[2][3]
- 1767. El pare Miguel Venegas S.I. esmentava les propietats curatives de la planta pita-haya o pitahaya. La malaltia és citada com “escorbuto”, “mal de Loanda” o “vervén”.[4]
- 1772. James Lind esmenta la “scurvy-grass”.[5][6]

## Magatzem dels aliments
En les galeres més antigues la distribució de l'espai sota coberta no està ben documentada. És clar que calia guardar les armes defensives i ofensives, els queviures i l'aigua (i altres líquids per a beure, cuinar o amanir el menjar). Un espai molt important estava ocupat per les veles, el cordam de recanvi, les àncores, les fustes, l'eixàrcia en general. Pel que fa a les galeres dels segles xvi i xvii la informació és una mica més precisa.
Pantero Pantera indicava la divisió de l'espai útil en sis cambres:
- cambra de popa (amb un petita cambra tancada, l'escandaleret)
- escandelar
- cambra del companatge
- pallol
- cambra del mig
- cambra de proa

### Espais que feien de rebost
En la distribució de l'apartat anterior, les cambres que s'empraven per a guardar els aliments eren, bàsicament, dues:
- la cambra de companatge (a vegades anomenada dispensa)
- el pallol

## Combustible
Alguns queviures cal que siguin cuinats. En altres casos, poder guisar o fer sopes calentes millora la qualitat de la rutina alimentària en un vaixell. Per a cuinar es necessita un combustible.

### Llenya
Durant segles la llenya fou el combustible bàsic i imprescindible per a cuinar a bord dels vaixells. Es tractava d'un producte relativament econòmic (quan es carregava al port de sortida del vaixell) i que es podia aconseguir, a vegades, de forma senzilla i gratuïta en ruta fent una escala a terra ferma.
Els inconvenients de la llenya eren molts: ocupava molt d'espai en un vaixell, feia fum i el seu rendiment era molt baix (El fogó estava disposat a l'aire lliure i exposat als vents. Les olles i altres estris sovint estaven allunyats de la font de calor).
- Una llar de foc, o un fogó de vaixell, que cremi llenya produeix brases que poden aprofitar-se per a cuinar. Les brases no consumides poden ser apagades i aprofitades posteriorment. Un foc de llenya pot ser una manera de produir carbó vegetal complementari in situ. Aquest sistema era practicat per molts forners i en moltes llars familiars.[8]

#### Cuinar amb llenya en l'actualitat
El problema de cuinar amb llenya en els vaixells antics s'assembla molt al problema de cuinar amb llenya en l'actualitat. Més de 3.000 milions de persones cuinen amb llenya. Sovint amb llars de foc ineficients o fogons poc eficients. El simple fet de menjar calent suposa un greu problema de desforestació.

### Carbó vegetal
Els fogons de carbó vegetal portàtils eren coneguts arreu en l'antiguitat. A Egipte, a Grècia, a Roma… El carbó vegetal és més car que la llenya, però el seu rendiment és (o pot ser) superior al d'aquesta si es fa servir un fogó adequat. El volum d'emmagatzematge és inferior al de la llenya.
- Acumulat en grans quantitats en la bodega d'un vaixell pot encendre’s per combustió espontània.[10]

No està documentat l'ús probable de fogons de carbó vegetal en vaixells antics per a cuinar. La seva utilització en fogons de vaixells fou significativa a partir del segle xix. Altres menes de carbó (carbó de coc, carbó mineral…) tingueren una importància semblant per a cuinar, abans dels vaixells de vapor.

## Fogons

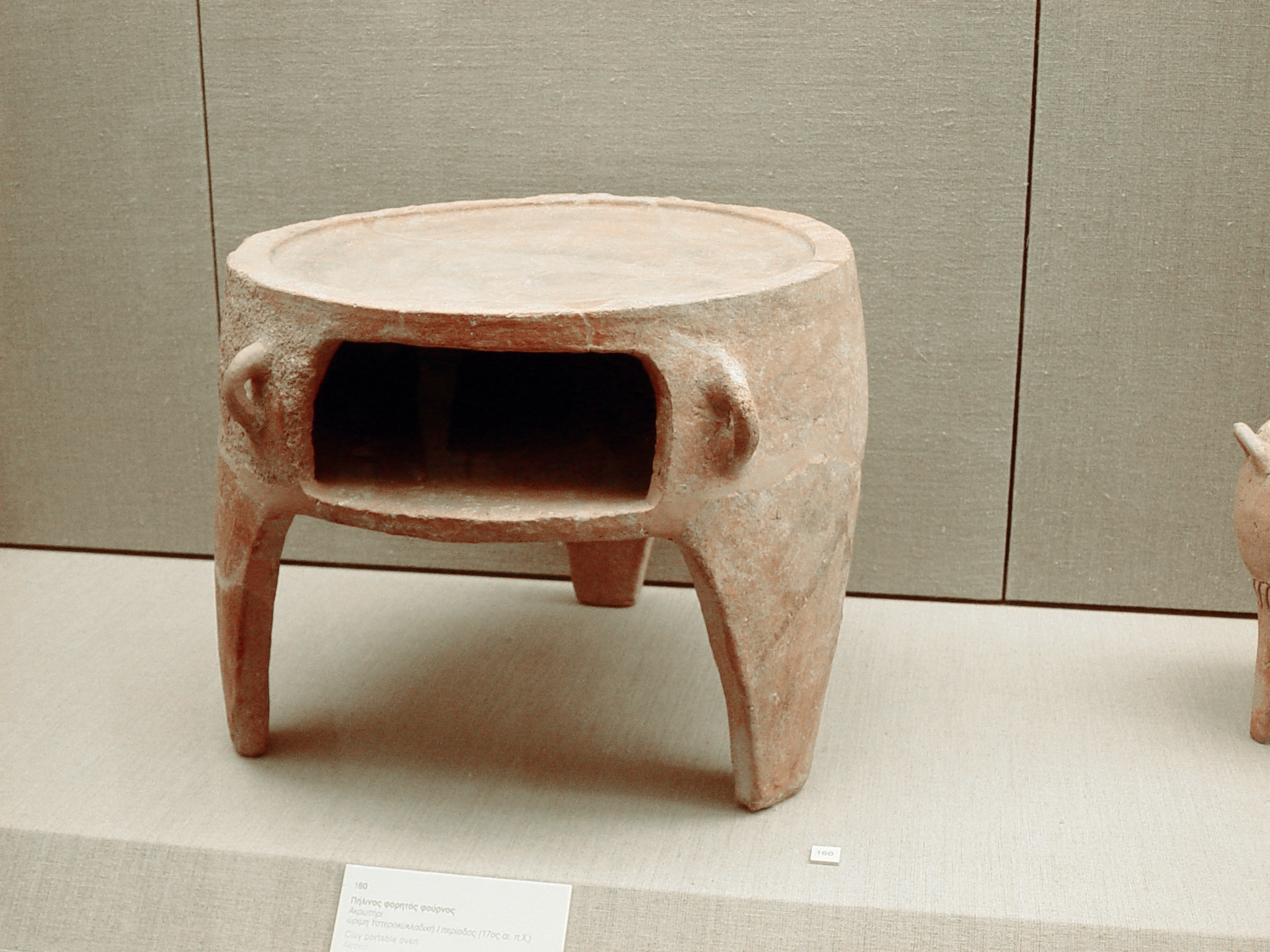
Fogó-forn grec de terrissa portàtil. Segle XVII aC.

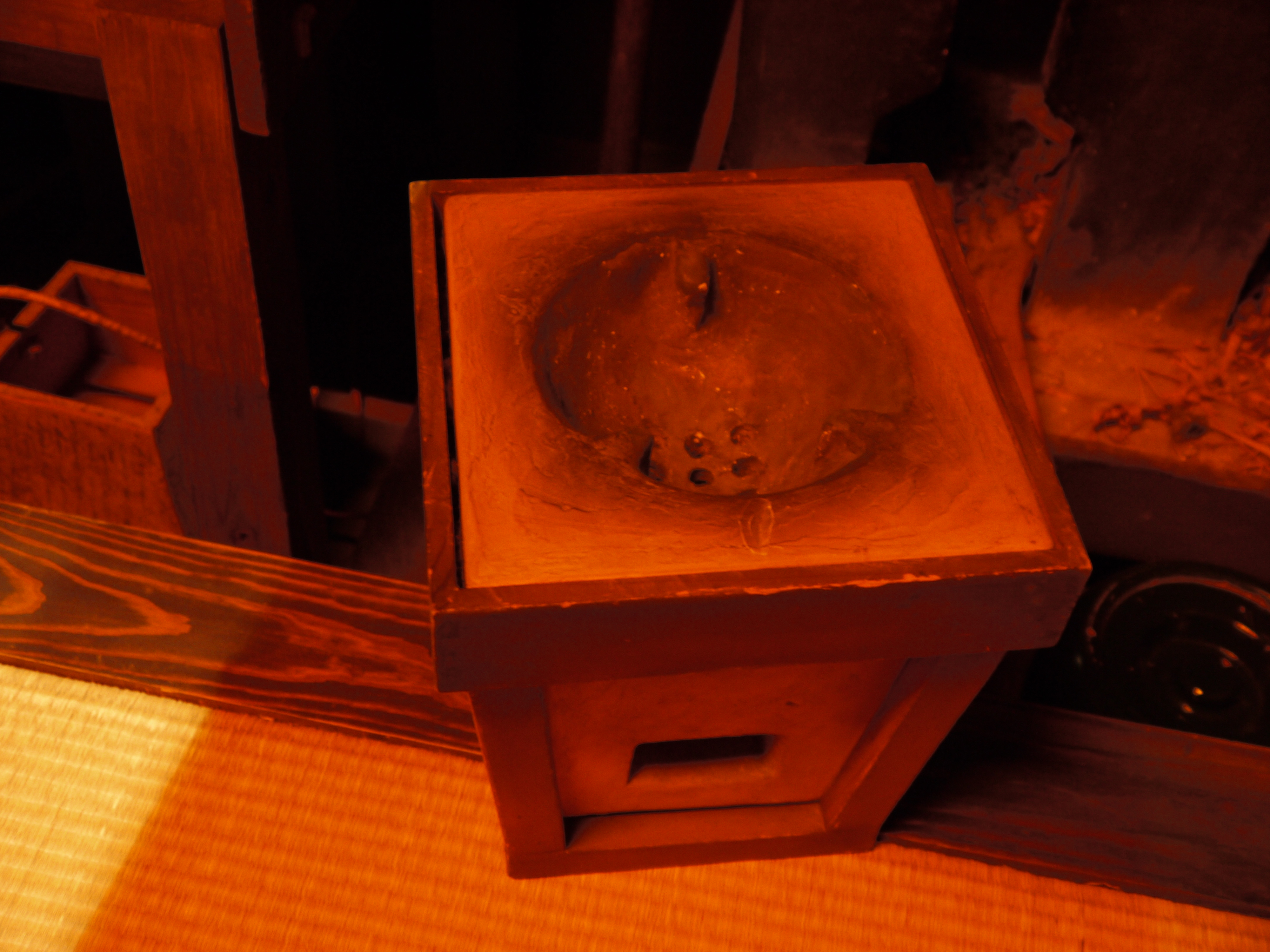
Shichirin. Fogó portàtil japonès, per a carbó vegetal, del període Edo. Museu Fukagawa Edo.

El fogó, en els vaixells, té el mateix significat que a terra ferma. Es tracta d'un fogar que permet fer foc, cremant un combustible adequat, disposat per a rebre diversos atuells per a cuinar.
Durant segles, els fogons marins anaven associats a la mobilitat. Es tractava de dispositius mobles, més o menys portàtils, que reposaven sobre la coberta del vaixell. (En un dels diccionaris de referència hom identifica “fogó de barca” amb una “cuina portàtil”). Hi ha fogons i forns portàtils, de terrissa, conservats de l'època de la Grècia clàssica.
- En època medieval i posteriors hi ha molts exemples de fogons per a la llar portàtils. Com a equipament únic o auxiliar en les cuines.[13]
- La fixació era molt important. Els fogons havien d'anar ben ferms sobre el vaixell. De manera a resistir els vents forts o eventuals cops de mar sobre coberta.
  - Hi ha documentats casos de fogons arrencats per vents huracanats.[14]
- La mateixa presència dels fogons i del foc en vaixells de fusta era un perill constant i ben conegut. En vaixells d'una certa importància, amb tripulacions sotmeses a una disciplina, el fogó s'apagava a la posta de sol i no es tornava a encendre fins a l'alba.[15]
- El fogó podia adoptar formes diverses.[16][17][18] Els fogons més grans anaven sobre una planxa metàl·lica que els separava de la coberta de fusta i sobre una capa gruixuda de sorra per aïllar la calor del foc. A més del cuiner i els ajudants (o de tripulants autoritzats a cuinar personalment el seu menjar o el d'altres persones) hi havia un responsable de vigilar la contenció del foc. Com a mesura de seguretat addicional hi havia un parell de galledes plenes de sorra per a apagar eventuals incendis provocats prop del fogó.[19]
- Generalment els fogons anaven coberts per un envelat i protegits del vent per una pantalla o pantalles adaptables.[20]

### Localització
La posició que ocupava el fogó depenia del tipus de vaixell considerat.
- El fogó d'una galera dels segles XVI- XVII estava situat a la banda de babord (esquerra) i ocupava l'espai d'un rem. Així, una galera de 51 rems armava 25 rems a babord i 26 a estribord. Pel que fa a la situació longitudinal anava situat a proa de l'arbre mestre o major. Alguns documents indiquen les dimensions de la caixa del fogó: 8 x 4 peus i 8 polzades d'alçària. La caixa estava feta amb taulons de fusta d'alzina de 2 polzades de gruix i plena de terra (“argile” en l'original francès, un manuscrit de 1619).[21][22]

### Casos de mal temps
Quan les condicions de navegació eren massa dolentes, per mar (ones) o vents excessius, el fogó no s'encenia. A vegades durant molts dies. No es podia cuinar i calia menjar fred.

## Racions
Des del primer dia de navegació les quantitats d'aigua i queviures estaven limitades i determinades per a cada tripulant, formant el que hom denominava “ració”. La persona a càrrec de distribuir i vetllar sobre els queviures era “l'escrivà de ració” (en època medieval i moderna). Les racions ordinàries eren suficients per a mantenir l'estat físic de la tripulació, però per l'absència de verdures i fruita fresca no permetien prevenir l'escorbut.
Si el viatge s'allargava, calia reduir la quantitat de les racions. En molts casos, malgrat aquesta mesura, l'aigua i els queviures mancaven i hi havia pèrdua de vides humanes.

## Documents
Les diverses èpoques de la navegació, des dels orígens fins a l'actualitat, poden representar-se mitjançant exemples puntuals a partir de referències documentades.

### Guerres del Peloponès

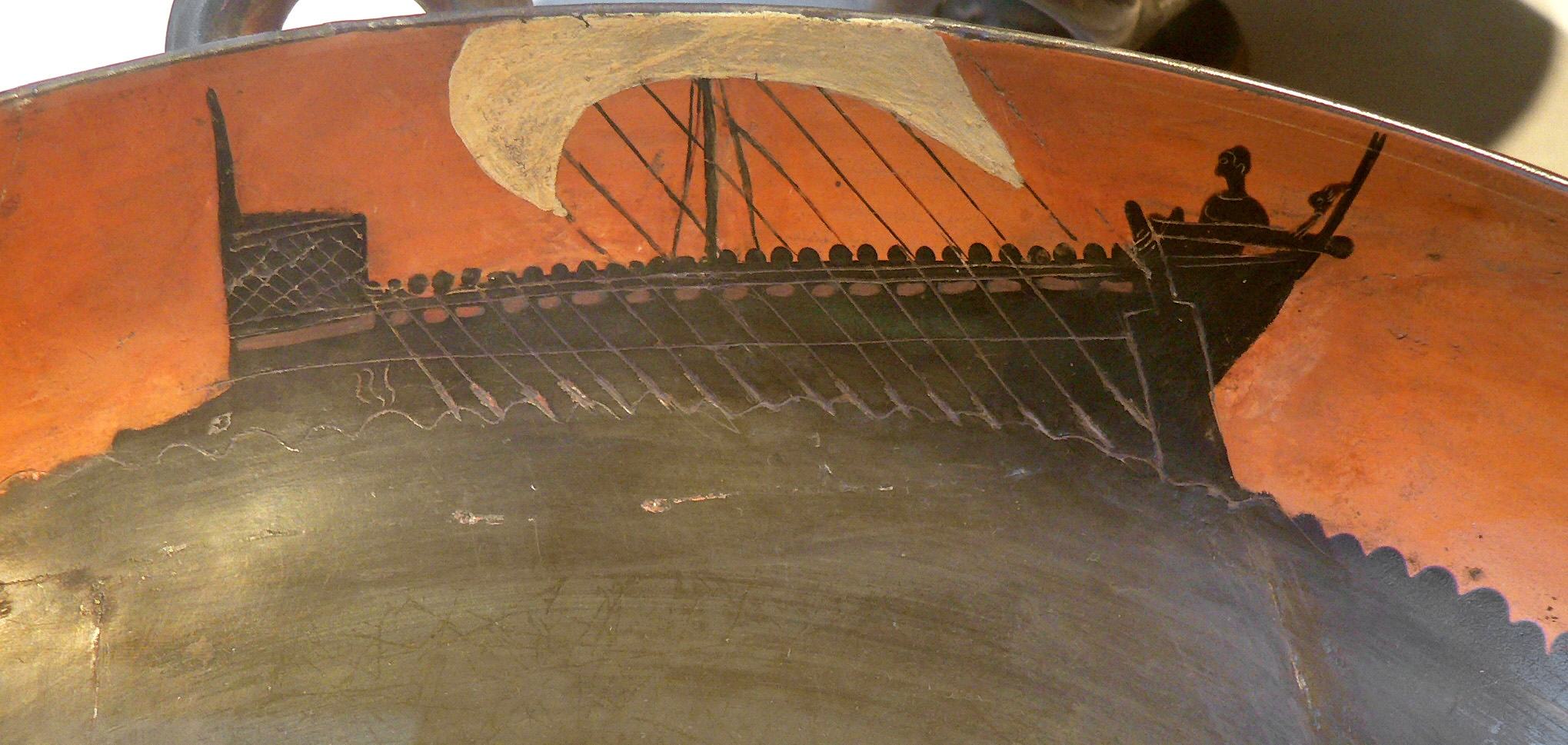
Pentecòntera pintada en un cílix a la BNF. Una trieres tenia un aspecte semblant, amb molts més rems.

Els vaixells de guerra de la Grècia clàssica, les trieres, no disposaven d'espai per a guardar queviures en quantitats sensibles. La pràctica habitual en campanya era desembarcar i arrossegar els trieres a la sorra i alçar un campament. Aquell campament era avituallat per una localitat propera. Els àpats eren tres. Un a l'alba, un al migdia i un al vespre.
- En ocasions especials un vaixell correu podia transportar queviures especialment preparats per a ser consumits a bord, sense haver-se d'aturar.[30]

### Batalla d'Emporion. 197 aC
Segons testimoni de Titus Livi, Cató el Censor, poc abans de la batalla d'Emporion va convèncer els ambaixadors dels ilergetes amb l'estratagema de fer coure pa a un terç de les tropes romanes per carregar-lo en els vaixells i embarcar una part dels soldats al cap de tres dies. Els ambaixadors marxaren convençuts de rebre l'ajut dels romans i Cató feu desembarcar les tropes promeses.
- Sembla una referència prou clara del bescuit com a aliment adequat per a dur en un vaixell.

### El vaixell de càrrega romàIsis. Prop del 150 aC
No hi ha informació directa sobre l'alimentació de la tripulació dels grans vaixells mercants que, com la nau Isis, transportaven blat i passatgers. La gran capacitat de càrrega i els trajectes relativament curts permeten suposar que les persones importants podien viatjar amb comoditat en els cambrots de popa i alimentar-se gairebé com a terra ferma. Els àpats dels mariners, lliures i esclaus, devien ser un xic més frugals.
Per contrast, l'obra de Llucià de Samòsata explica els menjars luxosos que somia un dels interlocutors del diàleg: “Els rics es moriràn d'enveja quan vegin els meus cavalls, les meves quadrigues i les noies joves i boniques. La meva vaixella serà d'or, la plata és massa barata i indigna de mi. Tindré a taula les salaons i l'oli d'Hispània, el vi d'Itàlia i la meva pròpia mel, clarificada sense exposar-la al foc i el fum. Tindré senglars, llebres i tota mena de requisits: faisans, paons de l'Índia, capons d'Àfrica, ... Ben guisats pels millors cuiners, experts en salses sofisticades”.

### Ponç V d'Empúries. Any 1310
Jaume el Just va nomenar el comte d'Empúries almirall d'un estol de cinc galeres. Entre les condicions del nomenament hi havia una donació de 32.000 sous de Barcelona i 2.000 quintars de bescuit per a panàtica de l'estol.
- En el document es parla de “Petro Hugonis Impuriarum Comiti”.

### Coca Sant Climent. Any 1331.

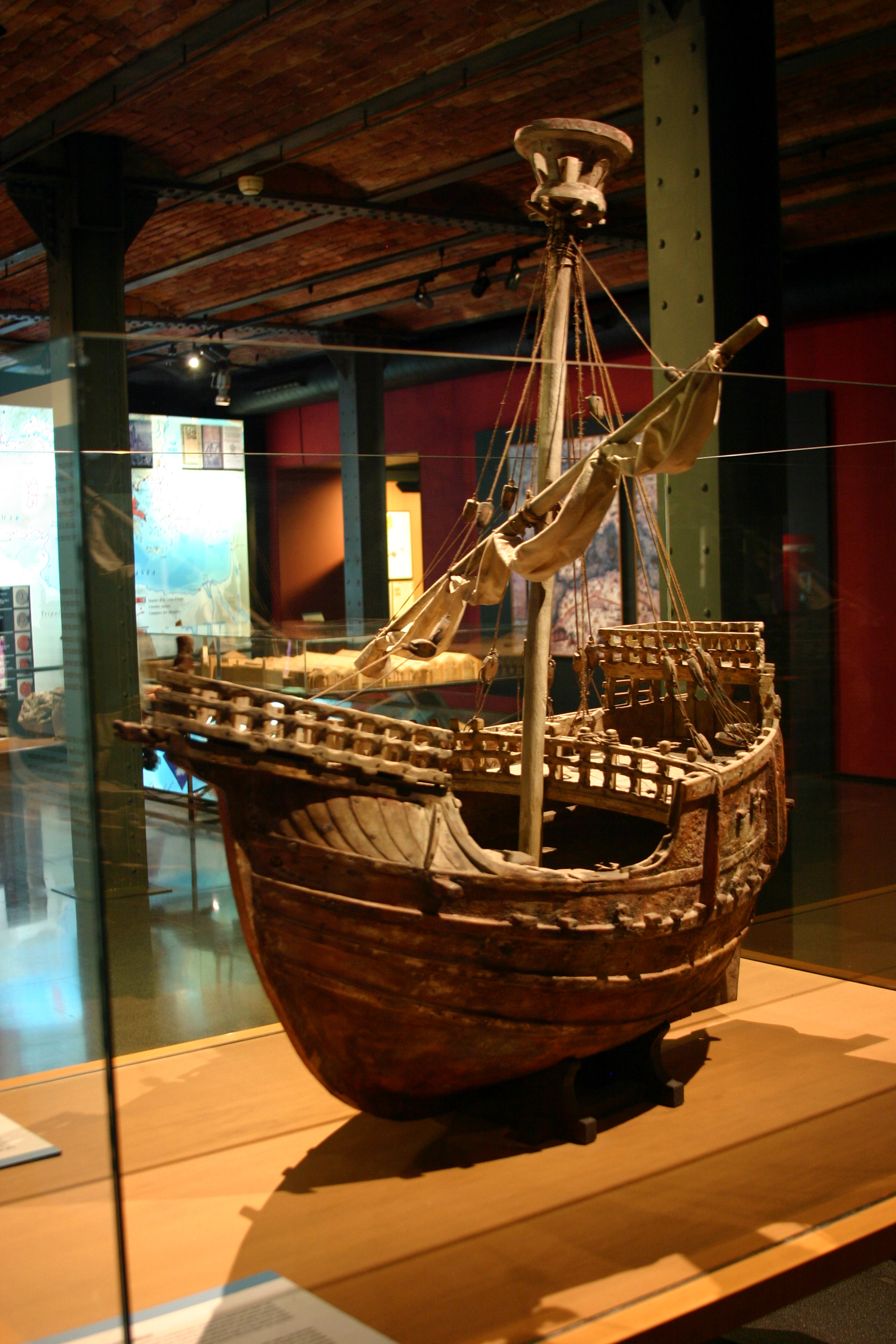
Maqueta de la coca de Mataró, al Museu d'Història de Catalunya, Barcelona. La coca Sant Climent devia tenir un aspecte semblant

La coca Sant Climent fou una nau armada per particulars per a practicar el cors contra vaixells genovesos.

#### Estris de cuina i queviures
El benestar i la simple supervivència d'una tripulació que havia de practicar el cors exigien queviures i estris de cuina. En aquest sentit formaven part de "l'armament" d'una nau de guerra.
- dues calderones de cuynar grans ab una cuberta
- un calderó de pega (una caldera de pega no és un estri de cuina)
- dos ferres de cuynar
- una loça (una llosa?)
- tres gavetes
- una lanta de coure (una llàntia de coure?)
- una corbeyleta hon ha fava (un cistell amb faves?)
- dues gerres olieres vuydes
- ayls (alls)
- vint cadafes è setriys de terra (20 garrafes? i setrills de terrissa)
- ducentas septuaginta sex escudeles de fusta (275 escudelles de fusta)
- duodecim vernigats (12...?)
- cuylers de boca (culleres de boca)
- un barrill de faves
- sex sachs de canamás vuyts
- un sach on ha bescuyt pudrít
- quatre sachs de faves qui no son de tot plens
- un sach de ciurons (un sac de cigrons)
- un sachet de lantíes (un saquet de llenties)
- una serra arborera (tampoc no sembla un estri de cuina)
- un odre de caviari

.
.
.
- un payol de pa que suma á nostre parer de septuaginta ad octuaginta quintars de que menje la companya
- un tinell de sal

### Llibre del Consolat de Mar

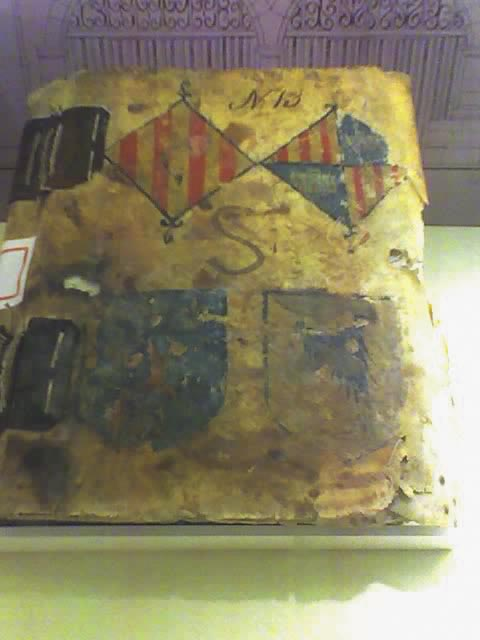
Llibre del Consolat de Mar. Manuscrit de Mallorca de 1320.

| «                                          | Capítol 145. De les viandes que deu donar lo patró als mariners. Encara es tengut lo senyor de la nau o de leny que sia cubert que deu donar a menjar a tots los mariners tres iorns de la setmana carn, ço es a saber en lo diumenge, e en lo dimarts, e en lo dijous, e en los altres iorns de la senmana cuynat. E quascun vespre de cada dia llur companatge. E axi mateix tres vegades per quascun mati los deu fer donar vi, e axi mateix los ne deu fer donar quascun vespre. E lo companatge deu esser tal com fe segueix : Ço es formatge o ceba o sardina o altra peix. Encara lo senyor es tengut de donar vi : en tro quel vi valega tres besants e mig. E si troba atzebib (Panses), o encara figues ell ne deu fer vi. E si no troba atzebib ne figues, o que li costas tot mes de trenta millaresos la millera feta, lo senyor de la nau o de lleny nols es tengut de donar vi, encara mes es tengut lo senyor de la nau o de lleny de doblar la recció als dits mariners a fest anyal. Encara deu haver servicials qui adoben de menjar als mariners. . | » |
| — Llibre del Consolat de mar. Capítol 145. | |   |

El document anterior és prou interessant i ofereix una primera lectura relativament entenedora. Alguns detalls a destacar són els següents:
- El terme de “ració” (“recció” en el text), amb el sentit de quantitat diària, hi figura de forma relativament precisa.
- Els mariners tenien dret a menjar carn tres cops per setmana. Tot i no estar indicat, la carn només podia ser fresca de forma excepcional.
- Els mariners tenien dret a beure vi si el seu preu no era massa car.
- El vi podia ser de confecció casolana a partir de panses o de figues.
- El concepte de companatge està indicat. Es tracta d'un complement alimentari: formatge, ceba, sardina o altre peix. El text no especifica si aquest complement servia per a acompanyar el pa o, més aviat el bescuit, ben documentat en altres referències.
- Els termes "millaresos" i "millera": La "millera" de la cita anterior és interpretada com a "millerola", mesura de vins de Marsella. El millaresos indicarien el preu.[38]

### Primer viatge de Colom. Any 1492.
Entre les tasques de preparació per al viatge de tornada, el 31 de desembre hi ha anotada la càrrega d'aigua i llenya.

### Calaveres“San Juan” i “Santa Ana”. Any 1509
Per als dos vaixells hi ha documentada la relació de queviures següent:
- 22,5 quintars de bescuit
- 6 bótes de vi; 180 arroves en total
- 6 porcs (“tocinos”), que pesaren 2 quintars i 3 lliures
- 6 arroves d'oli en 12 “botijas”
- 6 faneques de faves
- 6 faneques de cigrons
- 2 arroves de formatge
- 2 rasts d'alls (2 ristras de ajos)
- 2 quintars de “bastina” (peix sec)
- 6 "pipas para el agua"
  - Les racions individuals pujaven a 1,25 lliures de bescuit i 1,6 litres de vi al dia.

### Pigafetta. Any 1520
Antonio Pigafetta escrigué la situació penosa del seu vaixell després d'una llarga singladura: “El bescuit que menjàvem ja no era pa, sinó una pólvora barrejada de cucs que pudia de forma insoportable, amarada de pixums de rata”.

### Armada de Gil González de Ávila. Any 1521.
La llista dels queviures és la següent:
“600 quintales de vizcocho, 209 arrobas de vinagre, 54 hanegas de garbanzos, 24 hanegas de habas, una hanega de lentejas, 10 arrobas de miel, tres botas de atun badaj, seis docenas de pescadas, 23 arrobas de arrayas, 2.000 caballas, 40 tocinos, 510 ristras de ajos, 40 docenas de tollos, dos hanegas de mostaza, dos quintales de arroz, dos quintales de pasas, una arroba de almendras, cuatro arrobas de alcaparras, 12 cahices de sal, seis almudes de aceitunas de las menudas, un cuarto de carne salada para de aqui á Canaria...”

### Expedició comandada perÁlvaro de Saavedra Cerón. Any 1527
Hernán Cortés va organitzar una expedició per a explorar les illes de la “Especieria”. La relació de despeses d'aquella empresa dona alguns detalls de l'alimentació en els vaixells de l'època.
Espigolant entre la relació hi ha els punts següents: 
- ítem costaron veinte e cinco arrobas de aceite, é doce otras que entraron en henchir estas botijas, doscientos cincuenta pesos.
- ítem se compraron para dicha armada cuatro cántaros de cobre, y una sarten, y dos frascos de estaño, y cuatro asadores y un cazo, que costó todo diez y ocho pesos.
- ítem se dieron á Manuel Francisco doce pesos para comprar cierto azúcar rosado.
- ítem costaron seiscientos quintales de bizcocho dos mil cuatrocientos pesos.
- ítem costaron mil puercos, que se hicieron tocinos, dos mil pesos.
- ítem costaron cincuenta arrobas de manteca, ciento y cincuenta pesos.
- ítem costaron trescientas hanegas de frisoles, novecientos pesos.

### Antonio de Guevara, bisbe de Mondoñedo.
Autor de l'obra “Arte del Marear y de los inventores de ella: con muchos avisos para los que navegan en ellas”. (Valladolid 1539). Es tracta d'una descripció satírica de la vida a bord d'una galera. Incloent els aspectes de menjar i beure.

### La Stolonomie. Any 1547-1550
La Stolonomie és un tractat en francès, manuscrit, sobre la construcció de galeres i el manteniment d'un estol de guerra. Hi ha una part dedicada a les despeses en l'alimentació dels tripulants.
- El manuscrit pot consultar-se i descarregar-se a Gallica. La lletra és fàcil de llegir.

#### Estris de cuina
- En una galera calen 8 vuit bótes per a portar vi, amb una capacitat de 8 milleroles cadascuna. A 7 sous per millerola de vi, suposa un total de 22 lliures i 8 sous.
- Dos carretells de 4 milleroles de capacitat cadascun per a l'oli i el vinagre. Total 2 lliures setze sous.
- Una mànega de cuir de vaca per a posar el vi a les bótes: 6 lliures.
- 150 barrils per a portar aigua: 13 lliures i 10 sous.
- 50 sacs grossos de canemàs per a portar el pa o bescuit: 20 lliures.
- 4 calderes de coure amb llurs tapadores, dues de grans i dues de mitjanes: 40 lliures.
- Mitja dotzena de culleres de ferro o llautó: 17 sous.
- Dos parells de capfoguers, dues graelles i dues broques (ast): 12 lliures.
- Dues paelles d'acer: 1 lliura i 10 sous.
- Un pot gros escalfador de coure: 1 lliura i 10 sous.
- Un cassot de coure: 12 sous.
- Un pot de coure per a dur aigua a la gent de popa: 2 lliures.
- Un quintar de vaixella d'estany per la gent de popa: 20 lliures.

#### Queviures
- Per galera i dia calen 500 quintars de bescuit (que costen 216 lliures al mes).
- Cada dia calen dues milleroles de vi.
- (Per als Oficials) Els diumenges, dilluns i dimarts calen cada dia 80 lliures de carn (40 de bou i 40 de moltó)
- (Per als oficials). Els divendres i dissabtes, 40 lliures de peix
- (Per als remers voluntaris). Dilluns, dimecres i divendres sardines salades o formatge.

#### Cada mes
- Llard
- Formatge de Sardenya.
- Un barril d'anxoves
- Tres barrils de sardines
- Un quintar d'arròs
- Quatre quintars de llegums (pèsols, faves, ...)
- Dos “escandalls” d'oli, per a cremar a les llànties i per a menjar.
- Dues milleroles de vinagre.

NOTA: Millerola. El terme que usa La Stolonomie és “maigerole”. Es tracta de la millerola de Marsella, una mesura de capacitat d'uns 64 litres. Una millerola fa 4 escandalls. (1 escandall = 16 litres).

### “Leyes de Indias” deFelip II. Any 1573.
Capítulo 52. De los géneros y bastimentos que se han de proveer en Indias.
Para excusar los gastos y embarazos de comprar en las Indias bastimentos y otras cosas, tenemos mandado que nuestras armadas y flotas lleven provisión para ida, estada y vuelta de todos los géneros que se puedan conservar, como son bizcocho, vino, aceite, vinagre, menestras, hachotes, pipería para aguada, medicinas, pólvora y municiones, lienzo para toldos y lo demás que se acostumbra, por lo cual solamente se ha de comprar en Indias carnes frescas y saladas, pescado, leña, sal y rehacer las aguadas; excepto que en las flotas y navíos que fueron à la Nueva España, no se ha de llevar mas bizcocho que para el viaje de ida, y en la Veracruz se ha de comprar para la estada y vuelta; ...

### Nicolaas de Graaff. Any 1668.
Nicolaas de Graaff fou un cirurgià naval holandès que va realitzar diverses exploracions i escrigué sobre els seus viatges. En una traducció al francès de la seva expedició a Índia, s'explica la rutina alimentària de les tripulacions dels vaixells holandesos de l'època.
Rutina holandesa:
- Al començament del viatge cada persona rep 5 formatges holandesos.
- Cada dia es fan tres àpats. El primer després de la pregària del matí, en el que hom lliura la ració diària d'aiguardent: un got ordinari. Cada dissabte tots reben 5 lliures de bescuit, una mesura d'oli d'oliva, dues mesures de vinagre i mitja lliura de mantega. No hi ha cap més ració fins al dissabte vinent. Però se serveixen tres àpats amb carn guisada i llard.
- Mentre dura la cervesa la gent beu cervesa. Quan s'acaba la cervesa cada persona rep un pot d'aigua al dia. Quan cal racionar l'aigua la quantitat diària és menor.

### Diari de Viedma. Any 1780
| « | Habiéndose incendiado anoche el fogón del paquebot, aunque se acudió y apagó prontamente, tuvimos que ir este dia á comer á tierra, los de la cámara, ínterin se componía y se rebocaba (sic) con yeso de las canteras del puerto el expresado fogón. | » |
| — Colección de Obras y Documentos relativos a la Historia antigua y moderna de las provincias del Rio de la Plata. Diario de Viedma. | |   |

### Marina britànica. Any 1858.
Un diccionari francès, en l'edició de 1858, parlava de l'alimentació dels tripulants dels vaixells de guerra britànics.
| « | Le matelot a la mer fait trois repas par jour : le matin il déjeune avec du café, du biscuit et 6 centilitres d'eau-de-vie ; à midi il reçoit une ration de viande salée, des légumes, du pain frais et 23 centilitres de vin; le soir il a une soupe faite avec une assez grande quantité de légumes, du biscuit et une ration de riz. Quant à l'eau douce, grâce à l'emploi des caisses de fer et aux appareils distillatoires, le marin a toujours à sa disposition une bonne eau ... | » |
| — El mariner a la mar fa tres àpats al dia: al matí esmorza amb cafè, bescuit i 6 cl d'aiguardent; al migdia rep una ració de carn salada, llegums, pa normal i 23 cl de vi; al vespre té una sopa amb moltes llegums, bescuit i una ració d'arròs. Pel que fa a l'aigua potable, mercès als dipòsits de planxa de ferro i als aparells de destil·lació, el mariner sempre disposa d'aigua adequada..., Dictionnaire de médecine, de chirurgie, de pharmacie, des sciencies accessoires et de l'art vétérinaire. Pierre Hubert Nysten, Émile Littré, Charles Robin. | |   |

- El text citat es reprodueix exactament en altres obres franceses. Implícitament, això indica en alguns casos que la marina de guerra francesa seguia el mateix sistema. Aspecte que caldria confirmar.[54][55][56]

### Alimentació dels vaixells mercants espanyols. Anys 1879-1883
| « | De las siete a las ocho de la mañana la tripulación toma café con galleta; al medio día una olla o cocido abundante, con ración de carne o bacalao con patatas, y a la caída del sol, cena un guisado de carne o de pescado salado, también con patatas. En algunas embarcaciones catalanas y valencianas toma la marinería su correspondiente ración de vino en la comida, pero en las demás provincias no se hace este gasto, y solamente cuando el excesivo frío, o la rudeza de los trabajos ejecutados podría llegar a quebrantar las fuerzas o la animación de la gente, se les sirve un vaso de vino o una copa de aguardiente. | » |
| — Información sobre las consecuencias que ha producido la supresion del Derecho Diferencial de Bandera y sobre las valoraciones y clasificaciones de los tejidos de lana: Derecho Diferencial de Bandera. Imprenta de Manuel Minuesa de los Rios, 1879. | |   |

### Submarins

#### Segona Guerra Mundial
Segons els estudiosos del tema, en els submarins d'aquesta època (alemanys o americans), l'alimentació era la millor de tota la marina.
- En els submarins alemanys l'esmorzar consistia en cafè, sopa de llet, galetes, bescuit amb mantega i mel, i ous. Per dinar hi havia sopa, patates, carns guisada, verdures i fruita. A l'hora de sopar hi havia embotits o peix de llauna, formatge, pa i cafè, té o xocolata.
  - La cuina, elèctrica, tenia tres focs i dos petits forns. Hi havia una nevera, un servidor de sopa escalfat elèctricament i una pica amb aigua potable freda i calenta, i aigua salada calenta.

#### Submarins actuals
Segons testimonis, el menjar en els submarins nord-americans és el millor de tota la marina.
Gairebé tots els aliments són cuinats al moment, la qualitat és excel·lent i les quantitats més que generoses. Cada tripulant pot menjar el que vulgui. Servint-se en forma de bufet lliure.
- Per a una missió de tres mesos cada persona disposa de 110 lliures de queviures.
- En acabar la missió, cada mariner s'haurà engreixat unes 10 lliures de mitjana.

## Temes complementaris

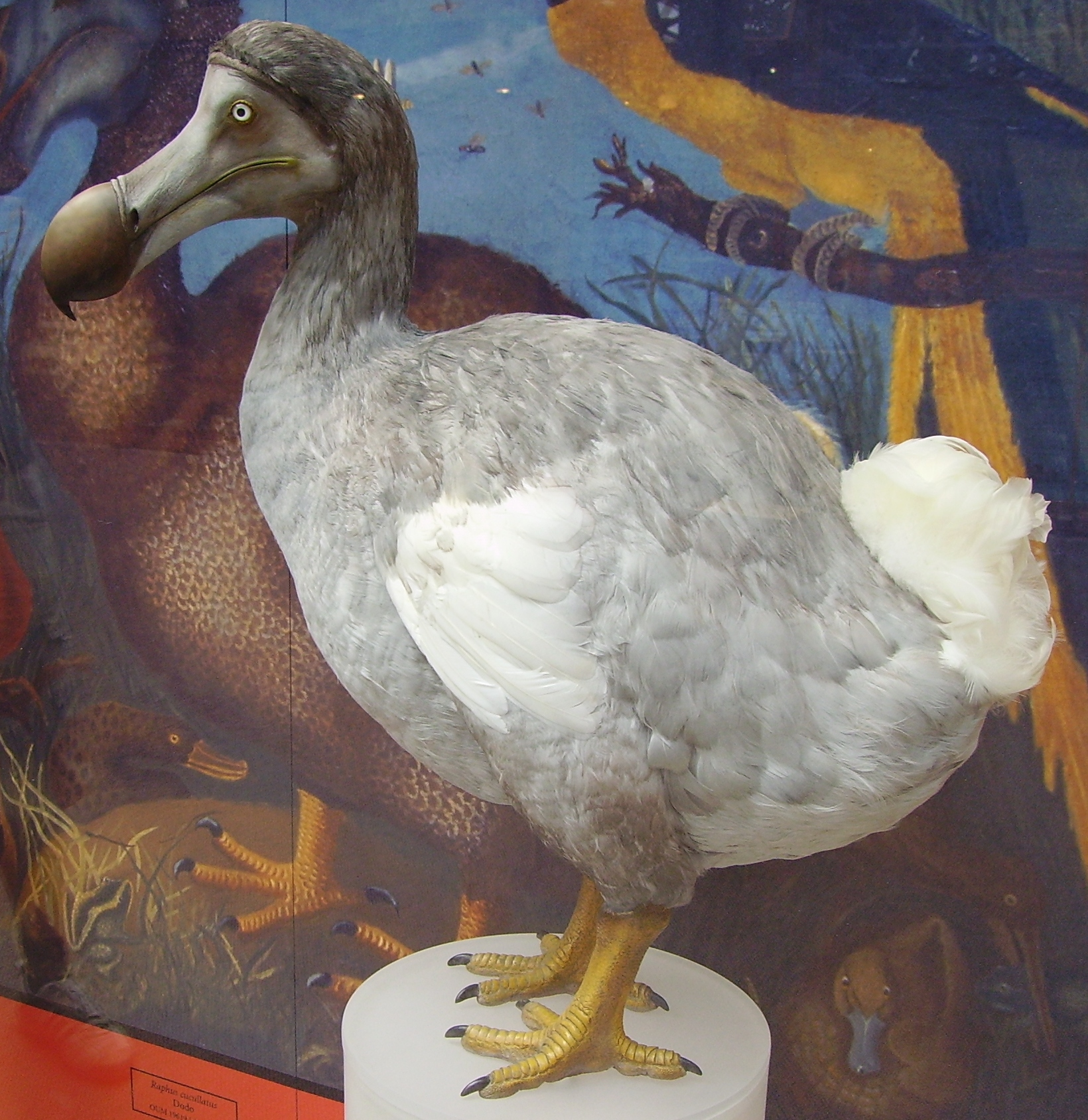
Reconstrucció d'un dodo al Museu d'Història Natural de la Universitat d'Oxford.

### Aliments exòtics
Els vaixells europeus que exploraven mars llunyanes entraren en contacte amb aliments molt diferents dels que estaven acostumats. En diverses ocasions la supervivència dels exploradors fou deguda a poder disposar d'aquells aliments.

#### Mandioca
La documentació sobre la mandioca com a aliment a bord de vaixells està relacionada amb els termes castellans “caçabe”, “caçabi”, “cazabe”, “casabi” i altres variants semblants.

#### Pinole
El pinole de l'època dels exploradors era una farina. Bàsicament de blat de moro, però que podia ser de diverses llavors d'algunes espècies vegetals o barreges, molta i torrada. Podia menjar-se barrejada amb aigua en forma de farinetes (conegudes com a "atole"). O, en forma més diluïda, es podia beure. En l'expedició de  Joan Josep Perés, amb la fragata Santiago (any 1774), s'esmenta que els mariners s'estimaven més no haver-la de consumir cada dia per esmorzar.